# Cordilheira Teton
A Cordilheira Teton é uma cordilheira das Montanhas Rochosas na América do Norte. A cordilheira vai de norte a sul, ao lado da fronteira entre os estados de Wyoming e Idaho, ao sul do Parque Nacional de Yellowstone. Os principais cumes do maciço central são o Grand Teton com 4198 m, o Monte Owen com 3940 m, o Teewinot, o Teton Oriente e o Teton do Sul.
Outras montanhas na escala incluem o Monte Moran, o Monte Wister, a Montanha Buck, o Static Peak e Albright Peak. A maior parte da cordilheira está no Parque Nacional de Grand Teton. Os primeiros exploradores franceses usaram o nome "Les Trois Tétons" (Os Três Seios).